# Yang Xiong
Yang Xiong (chinês: 揚雄, 53 a.C.-18 d.C.) foi um poeta, filósofo e político chinês da dinastia Han, conhecido por seus escritos filosóficos e suas composições poéticas. Ele pode ter sido o primeiro a notar a posição contraditória nas posições de Mêncio e Zhuangzi e fazer um esforço para reconciliar o oposto. Ele descreveu a invenção do adicionamento de uma correia usada para uma máquina de quilling que enrolava fibras de seda em bobinas para lançadeiras de tecelão.